# Kassai Műszaki Egyetem
A Kassai Műszaki Egyetem (szlovákul: Technická univerzita v Košiciach, latinul: Universitas Cassoviensis) nyilvános egyetem Szlovákiában. Központja Kassán található.
Az egyetemet 1952-ben alapították Műszaki Főiskola (Vysoká škola technická) néven. Mai nevét 1991. február 13-án nyerte el.

## Története
Az első kassai felsőoktatási intézmény alapításáról – Kassai Állami Műszaki Dr. Milan Rastislav Štefánik Főiskola (Štátna vysoká škola technická Dr. Milana Rastislava Štefánika v Košiciach) néven – 1937-ben rendelkezett a Csehszlovák Köztársaság. Az oktatás az 1938–39-es tanévben kezdődött volna el, ám a főiskolát az első bécsi döntés miatt Pozsonyba költöztették, ahol a mai Szlovák Műszaki Egyetem elődje lett.
A Műszaki Főiskolát végül az 1952. július 8-ai kormányrendelet alapította meg három karral: nehézgépészeti, bányászati és kohászati. 1969-ben nyílt meg a Villamosmérnöki Kar, majd 1976-ban az Építőmérnöki Kar. Az egyetem neve mai alakját 1991-ben nyerte el. 1992-ben Eperjesen nyílt meg egy újabb kar, amely 1996-ban vált a mai Gyártástechnológiai Karrá. Ugyanúgy 1992-ben alakult meg a Gazdaságtudományi Kar, amellyel az egyetem elhagyta a tisztán műszaki irányultságot. Ezt a folyamatot a Művészeti Kar 1998-as megnyitása folytatta. Az egyetem legfiatalabb kara (Repülőmérnöki Kar) 2005. február 1-jén alakult meg, a Milan Rastislav Štefánik Tábornok Katonai Légi Akadémia jogutódja.
A 2018–19-es tanév az ETH-val közös szervezésben Stodola Aurél-emlékév volt a tudós születésének 160. évfordulója alkalmából.

## Az egyetem ma
Az egyetem összesen 209 különböző képzést kínál alapszakon, 193-at mesterszakon, és 195-öt doktori szakon. A három képzési szinten 2019-ben az egyetemnek összesen 9325 diákja volt, ebből 1638 külföldi. Az egyetemen több, mint 700 oktató dolgozik.
Az egyetemen könyvtár is működik, amelynek épületét 2010-ben adták át. Az egyetemet a nemzetközi rangsorokban az 500-1000 legjobb egyetem között tartják számon. Az egyetemen startup inkubációs központ is nyílt, emellett saját sportklubja, népi együttesei, énekkara, és szimfonikus zenekara van, továbbá rádió és televíziócsatornája. Az egyetem diáklapja Haló TU címen jelenik meg.

## Karok
- Bányászati, Környezetvédelmi, Geotechnológiai Kar (Fakulta baníctva, ekológie, riadenia a geotechnológií)
- Anyagtudományi, Kohászati és Újrahasznosítási Kar (Fakulta materiálov, metalurgie a recyklácie)
- Gépészmérnöki Kar (Strojnícka fakulta)
- Villamosmérnöki és Informatikai Kar (Fakulta elektrotechniky a informatiky)
- Építészmérnöki Kar (Stavebná fakulta)
- Gazdaságtudományi Kar (Ekonomická fakulta)
- Gyártástechnológiai Kar (Eperjesen – Fakulta výrobných technológií)
- Művészeti Kar (Fakulta umení)
- Repülőmérnöki Kar (Letecká fakulta)

## Híres hallgatók
- Ján Figeľ – szlovák politikus, volt miniszterelnök-helyettes és közlekedésügyi miniszter, a Kereszténydemokrata Mozgalom korábbi elnöke
- Peter Pellegrini – szlovák politikus, volt miniszterelnök
- Jaroslav Polaček – 2018-tól Kassa polgármestere
- Richard Raši – szlovák politikus, Kassa polgármestere 2010 és 2018 között, volt egészségügyi miniszter
- Ján Slota – szlovák politikus, a Szlovák Nemzeti Párt korábbi elnöke
- Martin Vlado – szlovák költő, író

## Híres oktatók
- Albert Sándor – tanszékvezető, később a Selye János Egyetem rektora
- Balassa Zoltán – újságíró, helytörténész
- Bartusz György – tanszékvezető
- Dusza János – fizikus
- Richard Kitta – szlovák művész
- Madarász László – a Kibernetika és Mesterséges Intelligencia Tanszék tanára
- Szentpétery Ádám – festő, művészetpedagógus